# Comparateur de vidéos à la demande
Les comparateurs (de prix) de vidéos à la demande, appelés aussi comparateurs de VoD ou encore comparateurs de contenus VoD, qui émergent en France à partir de 2008, sont tout à la fois comparateurs de prix et référenceurs des offres de vidéo à la demande (VàD) éclatées entre les quelques dizaines de plateformes disponibles en France. Ils semblent pour l'instant ne se développer que sur le marché français.

## Marché et contexte
La France est très active en termes de vidéo à la demande, avec un chiffre d'affaires en 2009 de 82,3 millions d'euros (+55 % vs. 2008) et une offre multiple : 88 plateformes actives (tous modes d'accès confondus, TvIP, sites Internet, consoles de jeux…) proposant de la vidéo à la demande sont dénombrées en février 2010, dont 44 sites Internet.
La France est d'ailleurs le 2e pays européen comptabilisant le plus de services de vidéo à la demande derrière le Royaume-Uni.
Or ces plateformes ne proposent pas les mêmes films : 49,3 % des films ne sont disponibles que sur une seule plateforme et seuls 14,2 % des films le sont sur au-moins quatre plateformes différentes.

## Référencement des offres de vidéo à la demande
Cette offre éclatée parmi les différentes plateformes de VàD a ainsi motivé l'émergence des référenceurs/comparateurs, et a conduit le CNC à soutenir plusieurs projets visant à répertorier et référencer toute l'offre de vidéo à la demande, pour une meilleure visibilité de cette offre.

« Cette initiative répond notamment à la volonté des pouvoirs publics de développer la consommation légale de films en vidéo à la demande grâce à une meilleure connaissance par les internautes des offres existantes et des différentes modalités d’accès à ces œuvres cinématographiques. »

— CNC, Communiqué de presse du 13 janvier 2010